# Яйцевой зуб

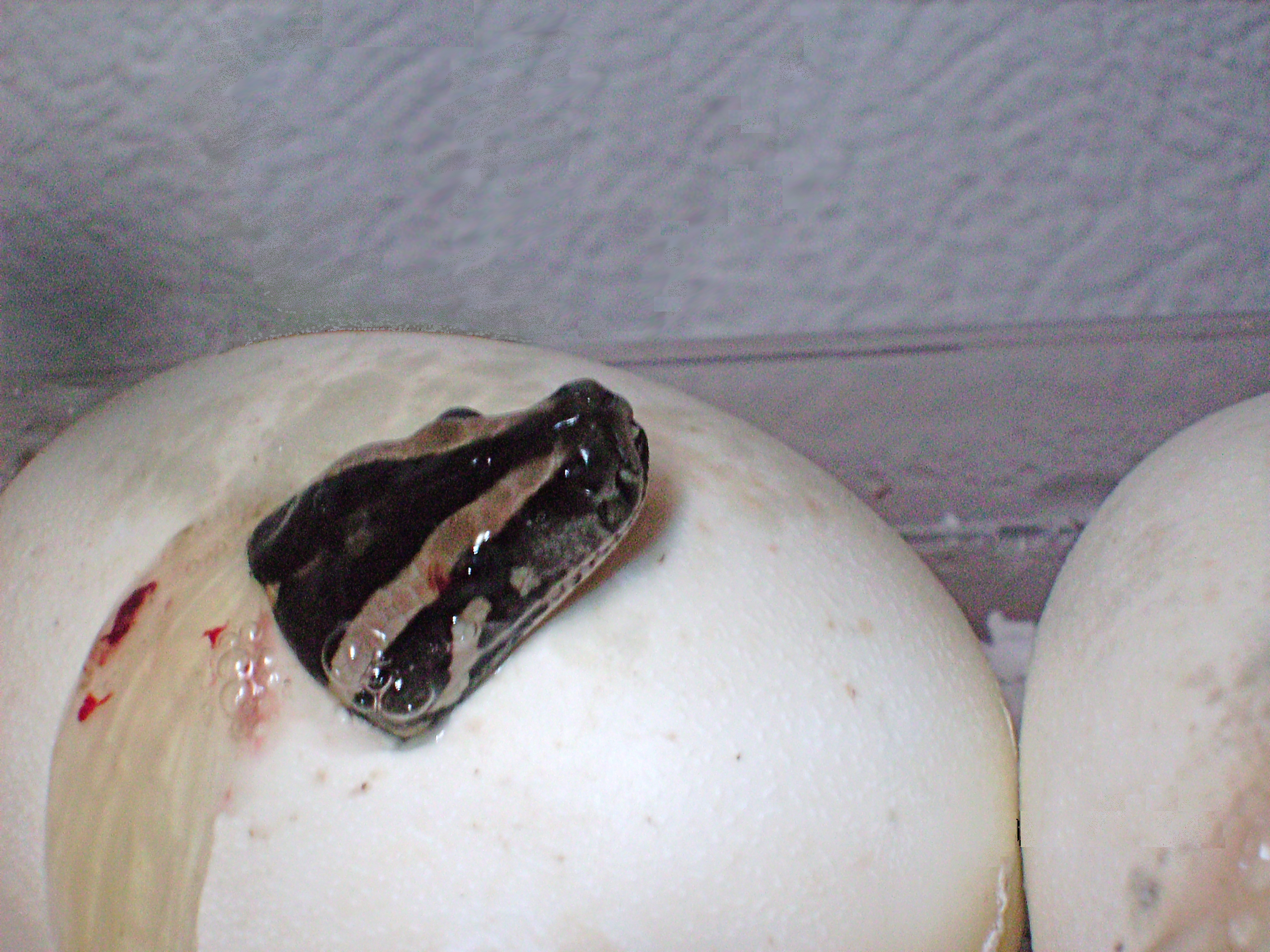
Тёмный тигровый питон во время выхода из яйца с яйцевым зубом

Яйцево́й зуб — передний зуб на одной из предчелюстных костей, имеющийся у зародышей ящериц и змей.
Яйцевой зуб служит для пробивания яйцевых оболочек и скорлупы при вылуплении. У гекконов он парный; у живородящих обычно редуцирован.
Также термин яйцевой зуб (яйцевой бугорок) применяется для обозначения прочного заострённого рогового бугорка на переднем конце челюсти у зародышей некоторых других пресмыкающихся (черепахи, крокодилы), а также птиц. Он временно развивается на верхней челюсти или на конце верхней части клюва — надклювья и также необходим для пробивания яичной скорлупы. После вылупления отпадает.